# Banastás
Banastás – gmina w Hiszpanii, w prowincji Huesca, w Aragonii, o powierzchni 4,66 km². W 2011 roku gmina liczyła 286 mieszkańców.